# هيلموت ثيليكي
هيلموت ثيليكي (4 ديسمبر 1908 في فوبرتال - 5 مارس 1986 في هامبورغ) كان عالم لاهوت بروتستانتي ألماني ورئيس جامعة هامبورغ من عام 1960 إلى عام 1978.